# ロンベズ
ロンベズ （Lombez、ガスコーニュ語:Lombers）は、フランス、オクシタニー地域圏、ジェール県のコミューン。

## 地理
ロンベズは、サヴ川流域のサヴェス地方に属し、国道632号線、国道626号線が通じる。
オーシュおよびトゥールーズとは等しい距離のため、ロンベズは特権的な位置を楽しんでいる。

## 歴史

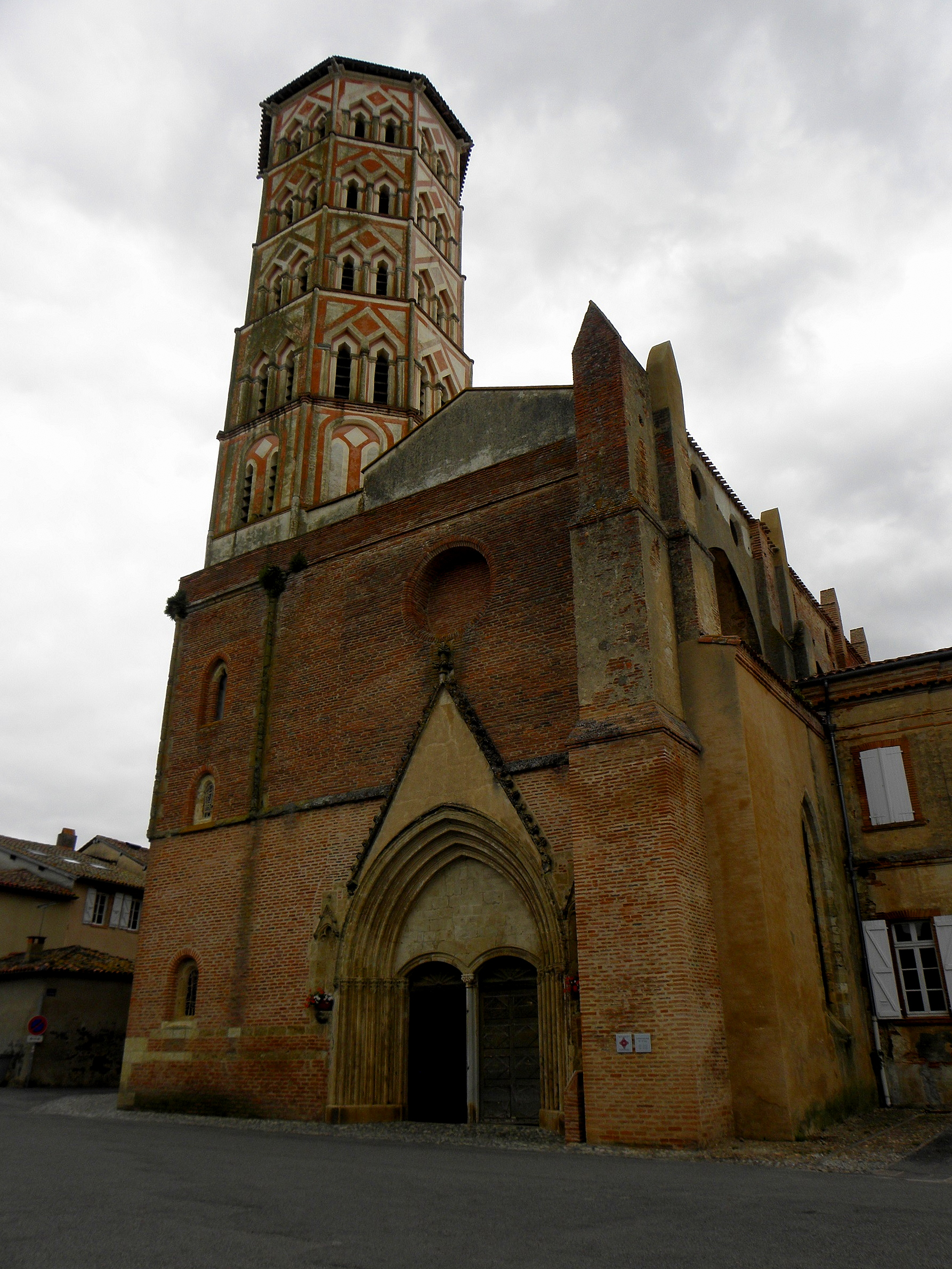
旧司教座が置かれていた、サント・マリー聖堂

Lomberium、Lombarium、Lombèsそして変遷の末の現在の名ロンベズはコマンジュ伯領に属していた。
ガロ＝ローマ時代から活発な陶器製造が行われ、その証拠としてロンベズの地からセラミックや道具が発見されている。
793年創設のノートルダム修道院は、アヴィニョン捕囚のローマ教皇ヨハネス22世の1317年7月11日の教書をもって、ロンベズ司教座のもとに建設された。
ロンベズは9世紀に設置されたベネディクト会派修道院の地であった。この修道院は12世紀にはベネディクト会の戒律から離れてしまう。ロンベズは1317年に司教座に格上げされてから1790年まで存続した。
1622年に起きた新教徒反乱の間、ヴァンドーム公セザール・ド・ブルボン率いる歩兵7000人と騎兵500人からなるカトリック軍がロンベズを攻略し、火を放った。

## 人口統計
| 1962年 | 1968年 | 1975年 | 1982年 | 1990年 | 1999年 | 2006年 | 2011年 |
| ------ | ------ | ------ | ------ | ------ | ------ | ------ | ------ |
| 1164   | 1331   | 1301   | 1239   | 1325   | 1401   | 1714   | 1966   |

参照元:1999年までEHESS、2004年以降INSEE